# 10P/Tempel
10P/Tempel, também conhecido como Tempel 2, é um cometa periódico da família Júpiter com um período orbital de 5 anos. Foi descoberto em 4 de julho de 1873 por Wilhelm Tempel. A próxima passagem do periélio é 24 de março de 2021, quando o cometa terá um alongamento solar de 30 graus em aproximadamente magnitude aparente 11. A aproximação mais próxima da Terra durante a passagem de 2021 não ocorrerá até muitos meses depois, em 3 de novembro de 2021, a uma distância de 1.6 AU (240×106 km).
Estima-se que o núcleo do cometa tenha aproximadamente o tamanho do cometa Halley, com 10,6 quilômetros de diâmetro e um albedo baixo de 0,022. O núcleo é escuro porque os hidrocarbonetos na superfície foram convertidos em uma substância escura, semelhante ao alcatrão, pela radiação ultravioleta solar. O núcleo é grande o suficiente para que mesmo perto do afélio (a maior distância do Sol que está perto da órbita de Júpiter) o cometa permaneça mais brilhante do que cerca de magnitude 21.
Durante a aparição de 2010, o cometa iluminou a magnitude aparente 8. A aparição mais favorável de 10P/Tempel 2 foi em 1925, quando chegou a 0.35 AU (52×106 km; 33×106 mi)    da Terra com uma magnitude aparente de 6,5. Em 3 de agosto de 2026, o cometa Tempel 2 terá outra passagem próxima dentro de cerca de 0.41 AU (61×106 km; 38×106 mi) da Terra.

## Exploração proposta
O Laboratório de Propulsão a Jato propôs um sobrevoo do cometa com um sobressalente de voo do Mariner 4.A sonda foi usada para um sobrevoo de Vênus como Mariner 5.